# Moonglow (canção)
Moonglow é uma escrita pelos músicos de jazz Eddie DeLange, Irving Mills e Will Hudson, sendo um dos clássicos da música estadunidense por ter sido interpretada por diversos artistas. foi Sua primeira versão, lançada em 1933, foi cantada por Joe Venuti.

## Composição e letra
"Moonglow" é tonal, no entanto, começa no acorde IV, também referidas como o acorde subdominante ou submediante com nota de escala maior. Ritmicamente "Moonglow" está em 4/4, em ritmo de foxtrot tipicamente tocado em um ritmo lento, apesar de alguns artistas terem mudado a estrutura da música e alterado sua sonoridade para algo mais rápido. A letra da canção fala sobre alguém que está perdidamente apaixonado a ponto de se sentir flutuando pelo céu, agradecendo à Deus pelo dom de amar.

## Outras versões
Em 1934 foi interpretada por Ethel Waters. A versão mais popular da música foi na voz de Billie Holiday, para o seu álbum "Billie Holiday Sings - Solitude" de 1952. Outra versão conhecida foi a versão de Benny Goodman, de 1955, mas que ficou famosa ao aparecer nas trilhas sonoras dos filmes "Susie e os Baker Boys" (1989) e "O Aviador" (2004). Uma das versões mais recentes, e que impulsionou Ivete a regravá-la, foi a versão que Rod Stewart fez para o seu álbum "It Had to Be You: The Great American Songbook" de 2002.

## Versão de Ivete Sangalo
Em 2003, a cantora brasileira Ivete Sangalo regravou "Moonglow" com o título "Somente Eu e Você" para seu quarto álbum de estúdio, Clube Carnavalesco Inocentes em Progresso (2003). 
"Somente Eu e Você" fez parte da trilha sonora da novela global, Kubanacan, exibida em 2003, sendo lançada como single em maio do mesmo ano. Sua letra em português foi escrita por Dudu Falcão, enquanto seu estilo deriva-se da bossa nova, MPB e jazz. 

### Antecedentes e lançamento

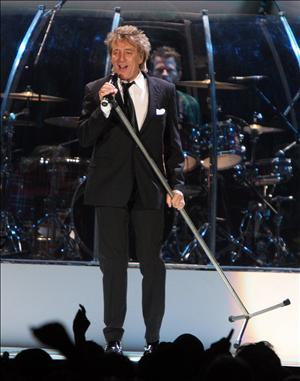
A versão de Rod Stewart inspirou a sonoridade da versão de Sangalo.

Após lançar seu terceiro álbum de estúdio, Festa no final de 2001 e extrair um dos maiores sucesso de sua carreira, a canção também chamada "Festa", Sangalo seguiu na divulgação do álbum, lançando singles que, apesar de terem obtido sucesso moderado (o maior deles sendo a canção "Penso"), não conseguiram o mesmo reconhecimento de "Festa". Só em 2003 que Sangalo resolveu gravar um novo álbum, e segundo ela, "Tive a tranquilidade de pôr a banda pra ensaiar no quintal da minha casa; criamos muita coisa na varanda, várias levadas de percussão que eu nunca tinha ouvido. Quisemos trabalhar mais os timbres também".
Assim surgiu Clube Carnavalesco Inocentes em Progresso, o quarto trabalho da cantora. Já a canção "Somente Eu e Você" foi gravada a pedido de Mariozinho Rocha, responsável pelas trilhas sonoras de novelas da Rede Globo. Mariozinho queria uma canção para a novela Kubanacan (2003), e Sangalo escolheu fazer uma versão da canção "Moonglow". Segundo ela, "Ouvi essa música no disco do Rod Stewart (The Great American Songbook) e adorei. O apelo dela é mais para o jazz, mas eu fiz mais puxada para a bossa nova". "Somente Eu e Você" foi lançada em maio de 2003 nas rádios do Brasil.

### Composição e letra
A versão em português, intitulada "Somente Eu e Você", foi escrita por Dudu Falcão, e seu estilo deriva-se de bossa nova segundo a própria Sangalo, jazz e até MPB.  A letra da canção é sobre desejar uma pessoa e culpar a lua por essa paixão arrebatadora. No início, Ivete canta, "Foi culpa da lua, eu te perceber/ A culpa foi sua , me fez querer você/Ainda te ouço, me dizendo assim/ Me abrace depressa, você feito pra mim." No refrão, Sangalo canta, "Diz haja o que for o que houver, Que o seu coração vai estar onde o meu estiver," e no final do último refrão, ela canta, "Se a culpa é da lua, quando ela acender, vai brilhar lembrando, somente eu e você."

### Recepção
A canção recebeu uma crítica positiva do site Universo Musical que destacou que "é o momento mais surpreendente de Clube", onde Sangalo regrava "um standard do jazz." Para o site, "É o momento romântico do disco, que não poderia faltar, principalmente depois que Sangalo emplacou 'Se Eu Não Te Amasse Tanto Assim' e 'A Lua Que Eu Te Dei'."

### Divulgação
"Somente Eu e Você" fez parta da trilha sonora nacional da novela global das sete Kubanacan,  exibida entre maio de 2003 e janeiro de 2004. A canção foi tema dos protagonistas Marisol (personagem de Danielle Winits) e Esteban (papel de Marcos Pasquim). A trilha sonora da novela, contendo Winits na capa e a canção como faixa de número 5, foi lançada em 2 de julho de 2003. Sangalo fez um show no lançamento da novela, em Copacabana, na zona sul do Rio de Janeiro, no dia 5 de maio de 2003. A festa começou com a apresentação de um clip com as primeiras cenas da novela, exibidas ao público em telões espalhados pela praia. A cantora subiu ao palco cantando "Tum, Tum, Goiaba" e levantou a multidão ao cantar "Festa". Sangalo também apresentou a música "Pererê", "Canibal", "Carro Velho", "Avisa Lá", "Empurra empurra", entre outras. A cantora finalizou o show convidando o elenco presente e a direção da novela para subirem ao palco enquanto interpretava a música "Levada Louca".